# Eenheid (Hongaarse politieke partij)
Eenheid is de samenwerking van de links-liberale oppositie in Hongarije die gezamenlijk meedeed aan de Hongaarse parlementsverkiezingen 2014.
De samenwerking bestond uit de volgende partijen:
- Hongaarse Socialistische Partij
- Samen 2014
- Dialoog voor Hongarije
- Democratische Coalitie
- Hongaarse Liberale Partij

De partijen hadden één landelijke kieslijst opgesteld en afzonderlijk hadden ze eigen kandidaten verdeeld over de 106 kiesdistricten van Hongarije.
In het huidige parlement zijn de partijen vertegenwoordigd met 65 van de 386 zetels. In de peilingen van februari 2014 stond de partij op 33% van de stemmen.
In totaal haalde de partij 27% van de stemmen op de landelijke kieslijsten. Na de verkiezingen vormden de partijen afzonderlijke fracties in het Hongaars Parlement.

## Kieslijst
| Partij                            | Leider                      | Ideologie                       | Kandidaten (Hongaarse parlementsverkiezingen 2014) | Kandidaten (Hongaarse parlementsverkiezingen 2014) |
| Partij                            | Leider                      | Ideologie                       | Kiesdistricten (106)                               | Partijlijst (60)                                   |
| --------------------------------- | --------------------------- | ------------------------------- | -------------------------------------------------- | -------------------------------------------------- |
| Hongaarse Socialistische Partij   | Attila Mesterházy           | Sociaaldemocraten               | 71                                                 | 42                                                 |
| Samen 2014–Dialoog voor Hongarije | Gordon Bajnai Benedek Jávor | Sociaal liberaal Groen liberaal | 22                                                 | 9                                                  |
| Democratische Coalitie            | Ferenc Gyurcsány            | Sociaal liberaal                | 13                                                 | 6                                                  |
| Hongaarse Liberale Partij         | Gábor Fodor                 | Liberaal                        | 0                                                  | 3                                                  |